# Jeryl Sasser
Jeryl Sasser (Dallas, 3 de fevereiro de 1979) é um ex-jogador norte-americano de basquete profissional que atuou na  National Basketball Association (NBA). Foi o número 22 do Draft de 2001.